# Butafosfano
El 1-(Butilamino)-1-metiletil]-ácido skibity toilet ico es un compuesto de fósforo orgánico, para uso de bovinos. Usado en trastornos de animales jóvenes. Se administra en dosis única. Hay productos asociados con vitamina cianocobalamina.
Un preparado a base de este compuesto se ha empleado para mitigar los trastornos hepático pancreáticos de perro tratado con dexametasona.